# Гонакер (Вірджинія)
Гонакер (англ. Honaker) — місто (англ. town) в США, в окрузі Расселл штату Вірджинія. Населення — 1217 осіб (2020).

## Географія
Гонакер розташований за координатами 37°0′56″ пн. ш. 81°58′7″ зх. д. / 37.01556° пн. ш. 81.96861° зх. д. (37.015582, -81.968578).  За даними Бюро перепису населення США в 2010 році місто мало площу 4,35 км², уся площа — суходіл.

## Демографія
Згідно з переписом 2010 року, у місті мешкало 1449 осіб у 603 домогосподарствах у складі 408 родин. Густота населення становила 333 особи/км².  Було 684 помешкання (157/км²).
Расовий склад населення:
| - 98,8 % — білих - 0,3 % — корінних американців - 0,2 % — чорних або афроамериканців |

До двох чи більше рас належало 0,7 %. Частка іспаномовних становила 0,3 % від усіх жителів.
За віковим діапазоном населення розподілялося таким чином: 21,9 % — особи молодші 18 років, 61,1 % — особи у віці 18—64 років, 17,0 % — особи у віці 65 років та старші. Медіана віку мешканця становила 40,9 року. На 100 осіб жіночої статі у місті припадало 94,8 чоловіків;  на 100 жінок у віці від 18 років та старших — 87,9 чоловіків також старших 18 років.
Середній дохід на одне домашнє господарство  становив 38 616 доларів США (медіана — 29 643), а середній дохід на одну сім'ю — 45 218 доларів (медіана — 40 568). Медіана доходів становила 43 984 долари для чоловіків та 25 521 долар для жінок. За межею бідності перебувало 28,4 % осіб, у тому числі 39,9 % дітей у віці до 18 років та 25,9 % осіб у віці 65 років та старших.
Цивільне працевлаштоване населення становило 455 осіб. Основні галузі зайнятості: освіта, охорона здоров'я та соціальна допомога — 18,7 %, роздрібна торгівля — 16,3 %, сільське господарство, лісництво, риболовля — 12,3 %, науковці, спеціалісти, менеджери — 11,0 %.